# Гарденија Аисек
Гарденија Аисек (енгл. Gardenia Aisek) је микронеазијска политичарка и владина службеница, прва жена изабрана у законодавно тело Чук и прва жена секретар Министарства образовања Савезних Држава Микронезије.

## Биографија
Магистрирала је пословну администрацију на Универзитету у Калифорнији. Предавала је на колеџу Микронезије и Северног Маријанског Острва где је постала директорка Школе за бизнис и хотелијерство. Била је прва дама Чуке 1997—2005. као прва жена чланица Регентског одбора колеџа Микронезије, док је њен тадашњи супруг Ансито Волтер био гувернер. Помогла је свом брату да води њихов породични посао, одмаралиште Плава лагуна које се налази у близини Меморијалног музеја Кимиуо Аисека названог по њиховом оцу. Постала је прва жена директорка Државног одељења за образовање Чук 2010—2014. Током мандата је водила реформу образовања све док није отпуштена од стране Одбора за образовање Чука. Године 2017. је постала прва жена изабрана у законодавно тело Чук победивши са великом разликом. Док је радила у државном сенату била је делегат у Асоцијацији законодавних тела пацифичких острва. Године 2021. је положила заклетву као секретарка Одељења за образовање Савезних Држава Микронезије. Обезбедила је инвестицију Светске банке од 17.700.000 долара 2022. за унапређење образовног система и стручног усавршавања. Дејвид Пануело је у изјави рекао да речима не може изразити колико је поносан на секретарку Аисек и њен тим у Одељењу за образовање и колико је захвалан на финансијској подршци Светске банке том пројекту.